# Lazare Gianessi

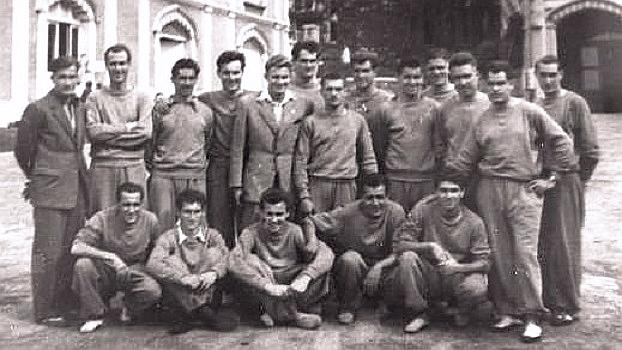
Französische Olympiamannschaft von 1948 mit Lazare Gianessi

Lazare Gianessi (* 9. November 1925 in Aniche, Département Nord; † 11. August 2009 in Concarneau) war ein französischer Fußballspieler italienischen Ursprungs.

## Vereinskarriere
Der Sohn eines italienischen Bergmanns begann als Angreifer in den Jugendmannschaften von CS Avion und RC Lens, spielte danach von 1946 an beim Amateurklub Olympique Saint-Quentin und wurde 1949 vom Erstdivisionär CO Roubaix-Tourcoing verpflichtet, der zwei Jahre zuvor überraschend den französischen Meistertitel gewonnen hatte. Auf Anraten des Spielertrainers von CORT, Nationaltorhüter Julien Darui, schulte Lazare Gianessi auf eine defensivere Position um und spielte als rechter Verteidiger oder Außenläufer.
Die Wendigkeit und Nüchternheit des auch mit guter Balltechnik ausgestatteten Spielers verhalf ihm ab Ende 1952 auch zu einem Stammplatz in der Nationalelf. Da Roubaix-Tourcoing in diesen Jahren aber höchstens im Tabellenmittelfeld der Liga abschloss – ein achter Rang in der Saison 1951/52 war die beste Platzierung –, wechselte Gianessi zu Beginn der Saison 1953/54 zum Erstligaaufsteiger AS Monaco. Knapp anderthalb Jahre später unterbrach eine schwere und langwierige Lungenerkrankung die Karriere des erst 29-Jährigen. Erst weitere dreieinhalb Jahre später war er soweit wiederhergestellt, dass er die Fußballschuhe wieder schnüren konnte. Ob er, wie auf der Webseite des französischen Verbandes zu lesen, tatsächlich noch je ein Jahr bei RC Lens und CO Roubaix-Tourcoing spielte, ist fraglich: zumindest in der Division 1 kam er dort nicht mehr zum Einsatz. Allerdings war er nach 1958 noch als Spielertrainer bei den bretonischen Amateurklubs L'Hermine und US Concarneau tätig, wo er seine Laufbahn auch beendete. In Concarneau ist er, 83-jährig, auch gestorben.

### Stationen
- Club Sportif Avionnais und Racing Club Lens (als Jugendlicher)
- Olympique Saint-Quentin (1946–1949)
- Club Olympique Roubaix-Tourcoing (1949–1953, 130 Spiele/1 Treffer in D1)[4]
- Association Sportive Monaco (1953–Ende 1954, 40/1)
- Anfang 1955–1958: Karriereunterbrechung
- nur einer einzigen Quelle zufolge:
  - RC Lens (1958/59, dort aber ohne D1-Einsätze)
  - CO Roubaix-Tourcoing (1959/60; wenn, dann in D2)
- L'Hermine de Concarneau (als Spielertrainer)
- US Concarneau (als Trainer)

## In der Nationalmannschaft
Gianessi bestritt zwischen Oktober 1952 und Juni 1954 insgesamt 14 Länderspiele (kein Treffer) für die Équipe tricolore, je sieben davon in seiner Zeit bei Roubaix-Tourcoing und Monaco. Sein Debüt gab er beim 3:1 über die westdeutsche Nationalelf. Er gehörte auch zum französischen Aufgebot bei der Weltmeisterschaft 1954 und kam in der Schweiz in beiden Begegnungen Frankreichs zum Einsatz. Gemeinsam mit Roger Marche von Stade Reims bildete er in diesem Kreis ein eingespieltes Verteidigerpaar. Außerdem wurde er in einem inoffiziellen Länderspiel, dem Watersnoodwedstrijd gegen niederländische Berufsfußballer am 12. März 1953, eingesetzt.